# ドーハ (基礎自治体)
ドーハ (基礎自治体)（アラビア語: الدوحة）はカタールにある8つの基礎自治体の一つである。人口が最も多い基礎自治体であり、すべての住民がカタールの首都ドーハ に住んでいる。

## 隣接行政区画
- アル＝ワクラ
- ライヤーン
- アッ＝ザアーイン

## 行政区画
1963年に成立した行政区画である。
飛び地のドーハ工業地帯とハルル島も行政区画に含まれる。

## 交通

### 鉄道
- ドーハメトロ